# Vězeňský abolicionismus
Vězeňský abolicionismus je filozofické a politické hnutí, které usiluje o přeměnu nebo zrušení věznic, jakožto prostředku trestní justice. Tento koncept vychází z hluboké kritiky současného vězeňského systému, přičemž jeho hlavním cílem je redefinovat trest a prosazovat nový pohled na zacházení s trestnými činy. Hnutí se neomezuje pouze na kritiku stávajících forem trestů, ale zaměřuje se také na hledání náhradních a alternativních forem uplatňování spravedlnosti. Zdůrazňuje potřebu zásadních společenských změn a strukturálních inovací, které by zabránily trestné činnosti, usnadnily nápravu vězňů a obecně snížily recidivu.
Hnutí vězeňského abolicionismu se liší od běžné vězeňské reformy, jejímž cílem je zlepšit podmínky ve věznicích. Někteří zastánci této deklarace a zrušení věznic usilují o ukončení samovazby, trestu smrti a výstavby nových věznic. Jiní podporují projekty jako např. "Knihy vězňům" a hájí práva vězňů na přístup k informacím a knihovním službám. Některé organizace, jako například Anarchistický černý kříž, usilují o úplné zrušení vězeňského systému, aniž by ho chtěly nahradit jinými, vládou kontrolovanými systémy.
Abolicionismus je politická vize, jejímž cílem je odstranit věznění, policejní dohled a vytvořit trvalé alternativy k trestům a věznění.Nejde jen o to zbavit se budov plných vězeňských cel, ale také o reformu naší společnosti. Abolicionistická teorie tvrdí, že vězeňsko-průmyslový komplex prosperuje díky útlaku a nerovnosti, a že je udržován prostřednictvím trestů, násilí a kontroly.

## Historie přístupu k vězeňství

##### Starověk
Ve starověku neexistovalo vězeňství v moderním slova smyslu. Tresty byly fyzické, často brutální a veřejné. Lidé obvinění z trestné činnosti byli často podrobováni mučení či tělesným trestům. V tomto období neexistovaly organizované a systematické instituce pro uvěznění trestanců. Častěji se využívaly jiné formy trestu, jako bylo vyhnanství, otroctví nebo smrt.

#### Středověk
V průběhu středověku se začaly objevovat první formy institucionalizovaného vězeňství. Hradní věže, pevnosti nebo jiné pevné stavby sloužily jako místa pro uvěznění, zejména pro politické vězně nebo zajatce. Vězeňství v tomto období bylo spíše nástrojem pro dočasnou izolaci jedince z důvodu ochrany společnosti, nežli pro jeho rehabilitaci. Trestanci byli často drženi bez řádného soudu a jejich podmínky byly často nelidské.

#### Novověk až současnost
V 18. a 19. století věznice začaly být symbolem pokroku a humanizace v oblasti trestního práva. Věznice se staly moderní alternativou k násilnému a veřejnému trestu, nahradili např. mučení, a měly za cíl oddělit trest od „msty" a nahradit je rehabilitací a vzděláváním. Tento nový vzor trestu byl založen na myšlence, že izolace jedince v prostředí, kde bude dostupná příležitost vzdělání a možnosti pro zlepšení, by vedla k znovuzačlenění jedince do společnosti.
S vývojem vězeňského systému začala narůstat kritika jeho skutečné efektivity a schopnosti korigovat chování postihnutelné trestem. Místo rehabilitace, vězení často posílilo negativní chování ve společnosti. Historie vězeňského abolicionismu odrážela rostoucí nespokojenost s vězněním jako prostředkem trestu. Postupně se objevovaly myšlenky a hnutí, které hleděly na slabiny vězeňského systému a jeho alternativy, jež nebyly založeny na izolaci a deprivaci svobody. Tyto počátky kritiky vězeňského systému předznamenaly pozdější vznik abolicionistických hnutí a konceptů, které hledaly základní změny v přístupu k trestnému právu a trestu samotnému. 

## 9. Perspektiv vězeňského abolicionismu
V knize Instead of prisons: příručka pro abolicionisty, kterou v roce 2005 znovu vydalo nakladatelství Critical Resistance, je uvedeno devět hlavních perspektiv pro abolicionisty vězeňství:

#### Perspektiva 1
Dle této perspektivy je uvěznění člověka ze své podstaty nemorální, přestože úplné zrušení současného vězeňského systému je velmi těžkým úkolem, ale není to úkolem nemožným. Prvním krokem ke zrušení věznic je důležité si přiznat, že vězeňství nelze reformovat, protože karcerální systém je založen na brutalitě a pohrdání vězněnými osobami. Navíc současný systém funguje tak, že jsou nejčastěji vězněni chudí lidé, a lidé z nižších poměrů, takže jeho zrušení by zajistilo pokrok směrem k rovnosti. Abolicionisté vidí mnoho podobností mezi dnešním karcerálním systémem a dřívějším otrokářským zřízením v minulosti, a často tvrdí, že současný systém je jednoduše reformovaným zotročením, které udržuje stejné utlačovatelské a diskriminační vzorce. Ale stejně jako povrchní reformy nemohly změnit brutalitu otrokářského systému, nemohou reformy změnit systém zakořeněný v rasismu.

#### Perspektiva 2
Abolicionistické poselství vyžaduje změnu našeho jazyka a definic trestů jako "léčba" a "vězni". Abychom se vymanili z vězeňského systému, nesmíme si nic nalhávat a znovu převzít moc nad slovy, která užíváme.

#### Perspektiva 3
Uvěznění není vhodnou reakcí na deviaci. Abolicionisté prosazují spíše smíření nežli trest, což je názor, který usiluje o znovuzačlenění zločince i oběti zároveň, tak omezuje jakékoliv narušení jejich životů.

#### Perspektiva 4
Abolicionisté prosazují změny prospěšné pro vězně, ale přitom nejsou členy vězeňského systému. Dále pak abolicionisté respektují autoritu vedoucích pracovníků systému, zároveň se ale staví proti jejich roli v udržování utlačovatelského systému.

#### Perspektiva 5
Abolicionistické poselství sahá dále než k pomoci vězňům jako takové. Abolicionisté berou vězně jako sobě rovné, respektují jejich pozici i požadavky na abolici.

#### Perspektiva 6
Posílení postavení bývalých a současných vězňů je pro abolicionistické hnutí klíčové. Programy a zdroje, které mají za úkol znovuobnovit to co jim bylo vězeňským systémem odebráno, mají zásadní význam pro znovunavrácení vězňů do společnosti.

#### Perspektiva 7
Abolicionisté věří, že občané jsou skutečným zdrojem úřední moci, která by mohla vést ke zrušení vězeňského systému. Poskytnutí nebo omezení podpory z určitých politik a politických postupů umožní další růst abolicionistického hnutí.

#### Perspektiva 8
Abolicionisté věří, že zločinnost je důsledkem rozvrácené společnosti, a že místo financování věznic je potřeba věnovat prostředky na sociální programy. Abolicionisté prosazují veřejná řešení problémů ve společnosti, která by přinesla prospěch všem členům společnosti.

#### Perspektiva 9
Důraz je kladen spíše na nápravu společnosti nežli na nápravu jednotlivce. Pouze v plně fungující nebo o sebe dbající komunitě lze dosáhnout plné nápravy a rehabilitace jednotlivce. Abolicionisté tedy vidí jedinou adekvátní alternativu k vězeňskému systému v budování takové společnosti, která vězení nepotřebuje.

## Zdroje
Prison abolition movement. [s.l.]: [s.n.] Dostupné online. (anglicky) Page Version ID: 1187526555.
What is the PIC? What is Abolition? [online]. [cit. 2023-12-10]. Dostupné online. (anglicky)
MITCHELL, Reid. “Our Prison System, Supposing We Had Any”: The Confederate and Union Prison Systems. [s.l.]: Cambridge University Press Dostupné online. S. 565–586.
NAST, Condé. How Would Prison Abolition Actually Work?. GQ [online]. 2020-06-11 [cit. 2023-12-10]. Dostupné online. (anglicky)
ROGERS, Bethany. "It's not just about the buildings, it's about the people": architecture practice, and preservation in post-Katrina New Orleans. , . Louisiana State University Libraries. Dostupné online.
RILEY, Laura. Between 2004 and 2017, 33 people were fatally shot by the police in England and Wales. [s.l.]: Policy Press Dostupné online. S. 70–74.
Prison. [s.l.]: [s.n.] Dostupné online. (anglicky) Page Version ID: 1189220708.
Rethinking Incarceration. Radcliffe Institute for Advanced Study at Harvard University [online]. [cit. 2023-12-10]. Dostupné online. (anglicky)
The Idea of Prison Abolition. [s.l.]: [s.n.] Dostupné online. ISBN 978-0-691-22975-1. (anglicky)

### Další četba
Druhá : směna (druhasmena.cz)
K čemu jsou věznice? | Anarchistická federace (afed.cz)